# Impregilo
Impregilo war ein 1959 gegründetes italienisches Bauunternehmen mit Sitz in Sesto San Giovanni bei Mailand. Das Unternehmen wurde 2014 von Salini übernommen und zu Salini Impregilo fusioniert.
Impreglio war ein Resultat aus der Fusion der italienischen Bauunternehmen Cogefar-Impresit S.p.A., Girola S.p.A. und Lodigiani S.p.A. im Jahr 1990.